# Sarah Cooper (Komikerin)

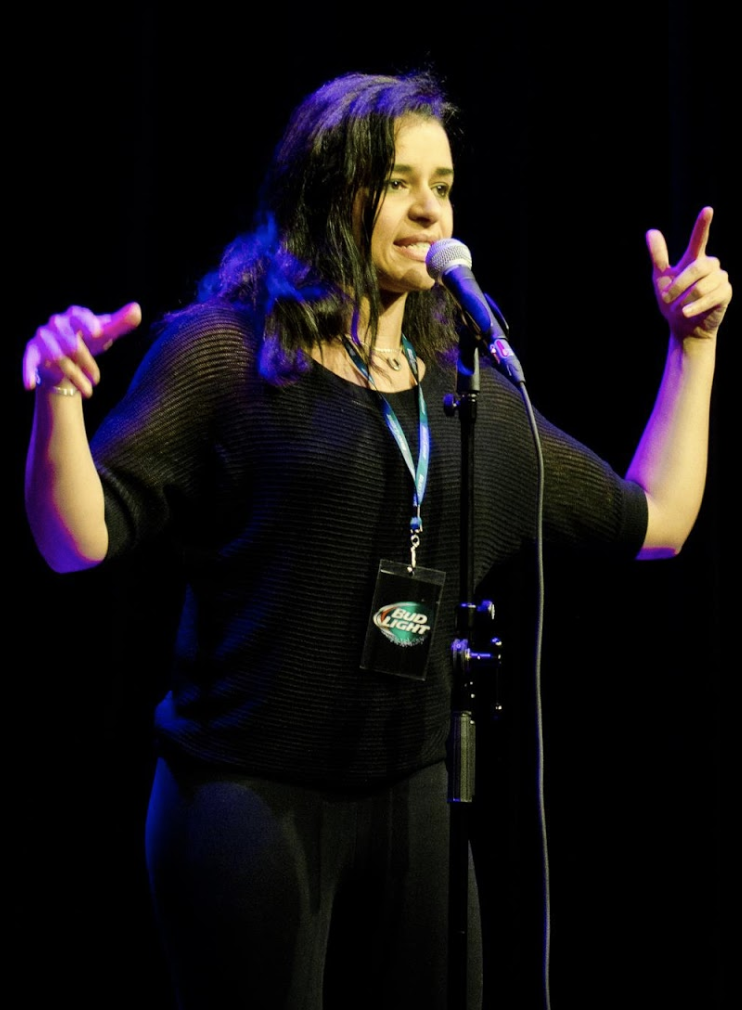
Sarah Cooper, Auftritt auf dem Cape Fear Comedy Festival 2013

Sarah Anne Cooper (* 19. Dezember 1977 in Jamaika) ist eine amerikanische Autorin und Komikerin. Im Frühjahr 2020 wurde sie durch ihre Lippen-synchronisierten Trump-Parodien weltweit bekannt.

## Leben und Werk
Cooper ist die Tochter jamaikanischer Einwanderer. Sie wurde in Jamaika geboren, bevor ihre Familie 1980 in die Vereinigten Staaten nach Rockville (Maryland) zog, wo ihr Vater als Elektroingenieur für die öffentlichen Verkehrsbetriebe im benachbarten Washington, D.C. (Washington Metropolitan Area Transit Authority) arbeitete. Bereits als Jugendliche war Cooper am Showgeschäft interessiert und wollte zunächst Theaterwissenschaften studieren. Auf Wunsch ihrer Eltern studierte sie jedoch für einen Beruf außerhalb des Showgeschäfts und erwarb einen Bachelor in Wirtschaftswissenschaften an der University of Maryland, College Park und danach einen Master in digitalem Design am Georgia Institute of Technology.
Cooper begann während ihrer Zeit am Georgia Institute of Technology nebenher als Komikerin im Bereich der Stand-up-Comedy in Atlanta aufzutreten. Nach Abschluss ihres Studiums arbeitete sie aber zunächst für Yahoo in San Francisco, kündigte dann nach einiger Zeit, um sich vollberuflich als Komikerin zu versuchen. Nachdem dieser erste Versuch jedoch erfolglos verlaufen war, nahm sie eine Stelle bei Google an. Dort lernte sie ihren späteren Ehemann, den Softwareingenieur Jeff Palm, kennen, den sie 2015 heiratete. Nachdem 2014 ein von ihr verfasster Blogbeitrag („Zehn Tricks, um intelligent bei Meetings zu wirken“) größere Aufmerksamkeit erreichte, verließ sie Google und schrieb zu dieser Thematik ein Buch, das sie 2016 veröffentlichte. Es folgten weitere Bücher und wieder Auftritte in der Stand-up-Comedy. Zudem entwarf sie die Website TheCooperReview.com und schrieb eine Kolumne für die Financial Times. Nachdem sie 2018 mit ihrem Mann nach New York City gezogen war, moderierte sie zusammen mit Nikki MacCallum die Comedy-Show You’re So Brave im Lantern Comedy Club in New York.
Im Frühjahr 2020 während des Corona-Lockdowns in New York begann Cooper sich mit der Plattform TikTok zu beschäftigen und ließ sich dort von den Lippen-synchronisierten Videos zu ihren Trump-Parodien inspirieren. Diese fanden schnell ein Millionenpublikum im Internet und machten sie damit weltweit bekannt. Komikerkollegen wie Ben Stiller, Jerry Seinfeld, Jimmy Fallon und Ellen DeGeneres zeigten sich begeistert, Cooper wurde daraufhin vielfach zu ihren Parodien interviewt und unterschrieb einen Vertrag mit der William Morris Agency.
Seit September 2020 hat Cooper eine eigene Show mit politischen Sketchen und prominenten Gästen bei Netflix mit dem Titel „Sarah Cooper: Everything’s Fine“.
In der 2024 erschienen von Jerry Seinfeld produzierten Filmkomödie Unfrosted spielt Cooper die Rolle der Poppy Northcutt.
2021 ließ sie sich von Jeff Palm scheiden.

## Bücher
- 100 Tricks to Appear Smart in Meetings. Andrews McMeel Publishing, Kansas City, 2016, ISBN 978-1-4494-7605-2
- Draw What Success Looks Like. Andrews McMeel Publishing, Kansas City, 2016, ISBN 978-1-4494-7606-9
- How to Be Successful Without Hurting Men’s Feelings. Andrews McMeel Publishing, Kansas City, 2018, ISBN 978-1-4494-7607-6

Wie du erfolgreich wirst, ohne die Gefühle von Männern zu verletzen. Mentor Verlag, Berlin 2021, ISBN 978-3-948230-17-3
- Tricks to Appear Smart in Meetings 2021 Day-to-Day Calendar. Kansas City: Andrews McMeel Publishing, 2020, ISBN 978-1-5248-5812-4
- Foolish: Tales of Assimilation, Determination, and Humiliation. Dutton Books, 2023

## Filmografie
- 2020: Home Movie: The Princess Bride (Serie, 1 Folge)
- 2020: Sarah Cooper: Everything’s Fine (Comedy-Special)
- 2021: HouseBroken (Zeichentrickserie, Stimme, 1 Folge)
- 2022: Summering
- 2023: Survival of the Thickest (Serie, 1 Folge)
- 2024: Unfrosted